# 6338 Isaosato
6338 Isaosato este un asteroid din centura principală de asteroizi.

## Descriere
6338 Isaosato este un asteroid din centura principală de asteroizi. A fost descoperit pe 26 octombrie 1992 la Kitami de Kin Endate și Kazuro Watanabe. El prezintă o orbită caracterizată de o semiaxă mare de 3,16 ua, o excentricitate de 0,09 și o înclinație de 15,3° în raport cu ecliptica.